# Anachipteria dubia
Anachipteria dubia är en kvalsterart som beskrevs av H. Weigmann 200. Anachipteria dubia ingår i släktet Anachipteria och familjen Achipteriidae. Inga underarter finns listade i Catalogue of Life.